# Amt Nievenheim
Das Amt Nievenheim, bis 1927 Bürgermeisterei Nievenheim, war eine Verwaltungseinheit, die bis 1974 zum Kreis Grevenbroich in der Rheinprovinz (1816 bis 1945) bzw. im Land Nordrhein-Westfalen (1946 bis 1974) gehörte.

## Geographische Lage
Dem Amt Nievenheim schloss sich nördlich das Amt Norf und weiter nördlich die Stadt Neuss an. Östlich grenzte das Amt an den Rhein und an die Stadt Zons. Südlich schloss sich das Amt bzw. die Stadt Dormagen an. Das Amt hatte 1974 eine Fläche von 37,02 km². Somit lebten 315 Einwohner je km².

## Geschichte
Als im Jahre 1794 die französischen Truppen den Raum Nievenheim besetzten, wurde Nievenheim mit den Orten Delrath, Ückerrath und Straberg mit dem Kloster Knechtsteden von einem Munizipalagenten verwaltet. Im Jahre 1816 wurde die Bürgermeisterei Nievenheim aus den Gemeinden Nievenheim und Straberg gebildet. Sie gehörte zunächst dem Kreis Neuß an. 1927 erfolgte die Umbenennung der Bürgermeisterei Nievenheim in Amt Nievenheim. 1870 wechselte die Gemeinde Gohr von der Bürgermeisterei Nettesheim zur Bürgermeisterei Nievenheim. 1938 wurde die Gemeinde Broich, Amt Evinghoven, in die Gemeinde Gohr eingemeindet. Das Amt Nievenheim wurde 1975 aufgelöst und in die Stadt Dormagen eingegliedert.

### Einwohnerentwicklung
- 1913: 03.447
- 1974: 11.669

## Politik

### Amtsbürgermeister
- 1794–1801 Johann Schneider
- 0000 – 1818 Johann Jacob Schmitz
- 1818–1829 Anton Baaden
- 1829–1837 Franz Michael Fischer
- 1837–1848 Peter Matthias Schumacher
- 1848–1851 Josef Schneider
- 1851–1858 Josef Hanstein
- 1858–1860 Mardersteck
- 1860–1863 Franz Mathias Seul
- 1864–1879 Bacciocco (seit 1863 provisorischer Gemeindebürgermeister von Nievenheim!)
- 1879–1900 Hermann Heckmann
- 1900–1911 Freiherr von Pallandt
- 1911–1920 Froitzheim
- 1920–1933 Johannes Rahmen
- 1933–1945 Michael Flücken
- 1947–1947 Otto Bedbur
- 0000 – 1974 Karl-Heinz Tappertzhofen (SPD) Stellvertreter: Wilhelm Kluth (Zentrum)

### Amtsdirektor
- 1946–1947 Johann Scheer
- 0000 – 1974 Johannes Sticker  Allgemeiner Vertreter: Wilhelm Demming

## Wirtschaft
Die Dörfer des ehemaligen Amtes Nievenheim waren zunächst auf die Landwirtschaft ausgerichtet. Einen ersten industriellen Anlauf gab es im Jahre 1811 als in Knechtstedten eine Zuckerfabrik entstand. Dieser Betrieb musste nach wenigen Jahren seine Produktion wieder einstellen. 1856 wurde der Bahnhof Nievenheim an der 1855 errichteten Bahnstrecke Köln-Neuss eröffnet. Ab 1908 beginnt der Anschluss Nievenheims an das elektrische Netz. 1911 wurde die Industriebahn Zons-Nievenheim GmbH gegründet und damit die Erschließung des Gewerbegebietes Zonser- und Delrather Heide. Größter Anschlussnehmer der Industriebahn Zons-Nievenheim GmbH war die 1913 gegründete Zinkhütte Nievenheim. 1970 wurde der Betrieb geschlossen. 1971 wurde festgestellt, dass sowohl das Erdreich als auch das Grundwasser des ehemaligen Hüttengeländes schwer belastet war. Nach weiteren Untersuchungen wurde 1985 das Gelände eingezäunt. Im Jahre 1971 siedelte sich auf dem Gelände der ehemaligen Steinzeugwerke Nagelschmitt im Süden von Nievenheim die Firma Schrott-Schack an. Diese musste 1982 Bankrott erklären. Auf dem Gelände fanden sich große Vorkommen von Altöl, so dass dieses Gelände ebenfalls abgesperrt werden musste. Bereits 1962 war auf dem Gelände gegenüber der ehemaligen Steinzeugwerke (Tonfabrik) Nievenheim die Landesprodukte-Handlung Gebr. Schillings eröffnet worden.